# Rhinanthus glacialis
La cresta di gallo aristata (nome scientifico Rhinanthus glacialis Personnat, 1863) è una pianta erbacea dai delicati fiori gialli, appartenente alla famiglia delle Orobanchaceae.

## Etimologia
Il nome del genere (Rhinanthus) è stato assegnato dal biologo e scrittore svedese Carl von Linné (Rashult, 23 maggio 1707 – Uppsala, 10 gennaio 1778) nel 1737, accostando due termini greci: rhin o rhinòs (= naso) e ànthos (= fiore) e fa riferimento alla particolare forma del fiore (fiore nasuto). Il nome comune (cresta di gallo aristata) fa riferimento ad una certa somiglianza che il fiore presenta con la testa del gallo, in particolare le brattee seghettate ricordano la cresta del pennuto; mentre L'epiteto specifico glacialis (= tardivo, tarda fioritura, autunnale, fine stagione) fa riferimento agli habitat congelati, del ghiaccio e/o alle regioni gelide.
Il binomio scientifico di questa pianta è stato proposto dal botanico di lingua francese Victor Personnat nella pubblicazione "Bulletin de la Société Botanique de France. Paris - 10: 745. 1863" del 1863.

## Descrizione
L'altezza media di queste piante varia da 8 a 50 cm. La forma biologica è terofita scaposa (T scap), sono piante erbacee che differiscono dalle altre forme biologiche poiché, essendo annuali, superano la stagione avversa sotto forma di seme, sono inoltre munite di asse fiorale eretto con poche foglie. Sono inoltre piante semiparassite (ossia contengono ancora clorofilla) e sono provviste di uno o più austori connessi alle radici ospiti per ricavare sostanze nutritive.

### Radici
Le radici sono tipo fittone.

### Fusto
La parte aerea del fusto è eretta e variamente ramosa. Alla base può essere ginocchiata e la superficie può essere percorsa da strie scure più o meno pubescenti.

### Foglie
La forma delle foglie varia da lanceolata a ovata oppure sono quasi lineari con margini dentati (quasi seghettati); sono sessili e lungo il fusto sono disposte in modo opposto. Dimensioni medie delle foglie tipo lanceolato: larghezza 7 – 15 mm; lunghezza 20 – 40 mm. Dimensioni medie delle foglie tipo ovato: larghezza 15 mm; lunghezza 25 mm. Dimensioni medie delle foglie tipo lineare: larghezza 3 mm; lunghezza 24 mm.

### Infiorescenza
L'infiorescenza si presenta come un racemo terminale “spiciforme” (con fiori sessili o con brevissimi peduncoli), foglioso con grandi brattee glabre a forma triangolare. Il margine delle brattee è percorso da una serie di denti acuti tipo sega e aristati; le brattee sono poco più lunghe del calice del rispettivo fiore. I denti sono di due tipi: (1) quelli della metà apicale hanno una forma triangolare e sono brevi (1 – 2 mm); (2) quelli basali sono lesiniformi e sono prolungati con una resta filiforme contorta e sono lunghi 5 – 8 mm. I fiori all'antesi sono contigui, mentre alla fruttificazione quelli inferiori sono più spaziati. Lunghezza del peduncolo: 1 – 2 mm. Lunghezza delle brattee: 10 – 20 mm.

### Fiore
I fiori sono ermafroditi, zigomorfi (del tipo bilabiato), tetrameri, ossia con quattro verticilli (calice – corolla - androceo – gineceo) e pentameri (la corolla è a 5 parti). Lunghezza totale del fiore: 13 – 20 mm.
- Formula fiorale: per questa pianta viene indicata la seguente formula fiorale:

X, K (4), [C (2+3), A 2+2], G (2), (supero), capsula
- Calice: il calice è gamosepalo, a quattro parti ravvicinate terminanti con dei denti; la superficie è glabra; il calice ha una forma ovale allargata ma compresso ai lati. Dimensione del calice: larghezza 6 mm; lunghezza 7 – 8 mm. Lunghezza dei denti: 2 mm.
- Corolla: la corolla è simpetala, di colore giallo chiaro, e consiste in un tubo cilindrico terminante in un lembo bilabiato; dei due labbri quello inferiore (che è più corto) è trilobato, mentre quello superiore assume la forma di un caschetto schiacciato ai lati; all'estremità apicale è presente un naso violaceo conico lungo 1,5 – 2 mm. Le fauci (la zona di separazione tra il labbro superiore e quello inferiore) in questa specie sono aperte (corolla di tipo “anectolema” - vedi immagine più sotto). Dimensione della corolla : 15 – 18 mm.
- Androceo: l'androceo possiede quattro stami didinami (due grandi e due piccoli), quelli grandi sono posizionati sotto il caschetto della corolla e sono più dritti. Le antere sono disposte trasversalmente e hanno la superficie vellutata; sono provviste di due logge più o meno uguali. Le sacche polliniche hanno l'estremità inferiore a forma di freccia.[10]
- Gineceo: l'ovario è supero formato da due carpelli (è quindi biloculare, derivato dai due carpelli iniziali), ma con pochi ovuli) ed ha una forma schiacciata; lo stilo è del tipo filiforme e leggermente curvo; lo stigma è capitato del tipo bilobo.
- Fioritura: da (maggio) giugno a settembre.

### Frutti
Il frutto è contenuto nel calice (persistente e accrescente) ed ha la struttura di una capsula mucronata a deiscenza variabile e con superficie glabra. La forma è arrotondata ma appiattita ai lati. Nel suo interno sono presenti delle logge che si aprono tramite due valve. Nelle logge sono contenuti i semi reniformi provvisti di endosperma, abbastanza grandi ma compressi quasi discoidali e circondati da un'ala traslucida. Diametro dei semi: 3 – 4 mm.

## Riproduzione
- Impollinazione: l'impollinazione avviene tramite insetti (impollinazione entomogama).
- Riproduzione: la fecondazione avviene fondamentalmente tramite l'impollinazione dei fiori (vedi sopra).
- Dispersione: i semi cadendo a terra sono successivamente dispersi soprattutto da insetti tipo formiche (disseminazione mirmecoria).

In queste piante il semiparassitismo è tale per cui anche i semi per germogliare hanno bisogno della presenza delle radici della pianta ospite; altrimenti le giovani piantine sono destinate ad una precoce degenerazione.

## Distribuzione e habitat

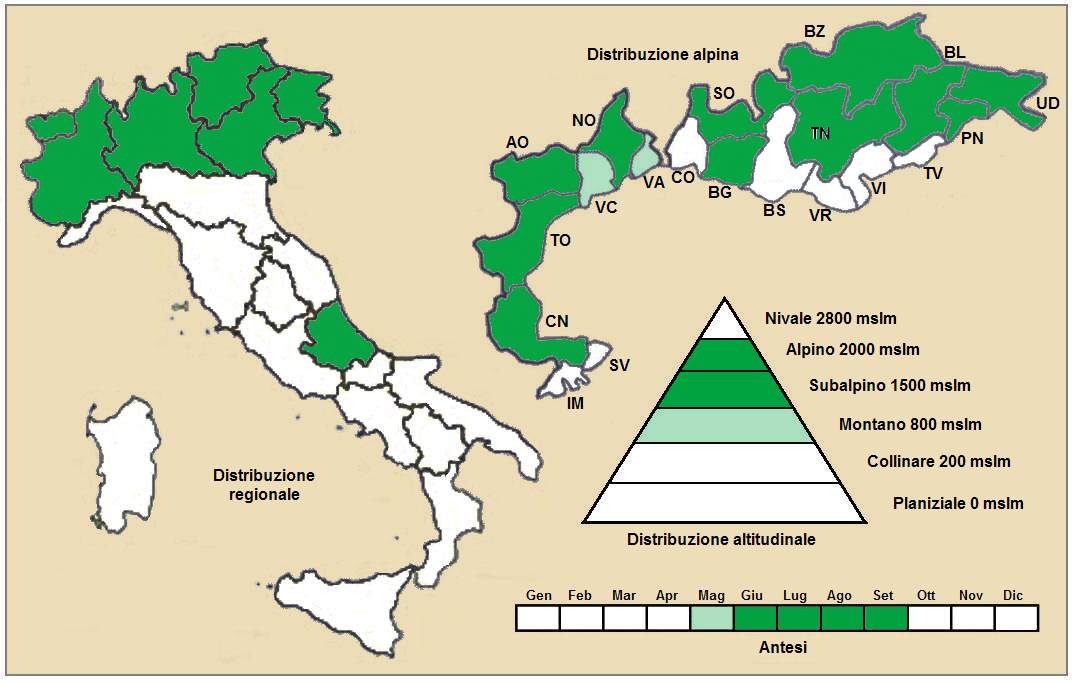
Distribuzione della pianta
(Distribuzione regionale – Distribuzione alpina)

- Geoelemento: il tipo corologico (area di origine) è Orofita - Sud Est Europeo.
- Distribuzione: in Italia è una pianta comune ed è presente al Nord. Nelle Alpi è presente ovunque sia sul versante italiano che in quello oltre confine. Sugli altri rilievi europei collegati alle Alpi si trova nella Foresta Nera, Vosgi, Massiccio del Giura e Carpazi.[13] Nel resto dell'Europa si trova al centro-sud.[14]
- Habitat: l'habitat tipico per questa specie sono i prati e i pascoli di alta montagna; ma anche le lande e i popolamenti a lavanda. Il substrato preferito è calcareo ma anche siliceo con pH basico-neutro, bassi valori nutrizionali del terreno che deve essere mediamente umido.[13]
- Distribuzione altitudinale: sui rilievi queste piante si possono trovare da 500 fino a 2400 m s.l.m. (raramente possono essere trovate anche in pianura); frequentano quindi i seguenti piani vegetazionali: subalpino, alpino e in parte quello montano.

### Fitosociologia
Dal punto di vista fitosociologico Rhinanthus glacialis appartiene alla seguente comunità vegetale:
Formazione: delle comunità delle praterie rase dei piani subalpino e alpino con dominanza di emicriptofite
Classe: Elyno-Seslerietea variae

## Tassonomia
La famiglia di appartenenza della specie (Orobanchaceae) comprende soprattutto piante erbacee perenni e annuali semiparassite (ossia contengono ancora clorofilla a parte qualche genere completamente parassita) con uno o più austori connessi alle radici ospiti. È una famiglia abbastanza numerosa con circa 60 - 90 generi e oltre 1700 - 2000 specie (il numero dei generi e delle specie dipende dai vari metodi di classificazione) distribuiti in tutti i continenti. Il genere Rhinanthus comprende circa 30-40 specie distribuite in Europa, Asia settentrionale e Nord America, con la maggiore diversità di specie (circa 30 specie) in Europa, di cui almeno 17 sono presenti nella flora spontanea italiana.
Nella "Flora d'Italia" di Sandro Pignatti questa pianta è chiamata: Rhinanthus aristatus Celak.

### Filogenesi
La classificazione tassonomica del Rhinanthus glacialis è in via di definizione in quanto fino a poco tempo fa il suo genere apparteneva alla famiglia delle Scrophulariaceae (secondo la classificazione ormai classica di Cronquist), mentre ora con i nuovi sistemi di classificazione filogenetica (classificazione APG) è stata assegnata alla famiglia delle Orobanchaceae; anche i livelli superiori sono cambiati (vedi box tassonomico in alto a destra).

### Variabilità

#### Polimorfismo stagionale

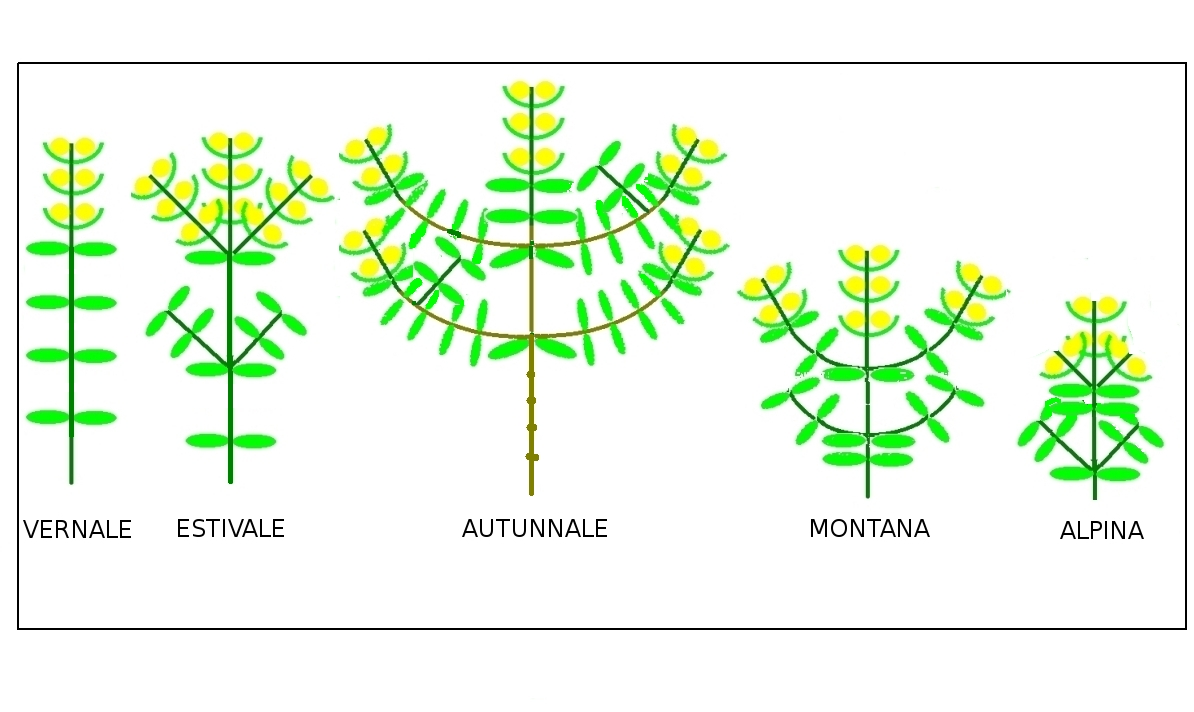
Polimorfismo stagionale

Rhinanthus viene considerato uno dei generi più polimorfi delle dicotiledoni. Spesso nelRhinanthus glacialis si presenta il fenomeno del polimorfismo stagionale (vedi figura a lato e spiegazione seguente):
- vernale (o fioritura precoce - primaverile): le piante si presentano slanciate con fusti elevati ma poco ramosi (brevi e sterili); tutte le foglie sono presenti alla fioritura; gli internodi sono più lunghi delle foglie corrispondenti; le foglie intercalari (appena sotto l'infiorescenza) sono assenti;
- estivale (fioritura estiva): i fusti sono elevati e si ha un progressivo addensamento dei rami e delle foglie (2 - 4 paia di rami fioriferi); tutte le foglie sono presenti alla fioritura; gli internodi sono più lunghi delle foglie corrispondenti; le foglie intercalari (appena sotto l'infiorescenza) sono assenti (o 1 - 2 paia);
- autunnale (fioritura tradiva): i fusti sono elevati con numerosi rami fioriferi a portamento arcuato-ascendente; le foglie inferiori sono scomparse alla fioritura; gli internodi sono più corti delle foglie corrispondenti; le foglie intercalari sono numerose;
- monomorfa(forma tipicamente montana dove la stagione della fioritura - solo quella estiva - è più breve): con fusti bassi a portamento contratto con pochi rami; le foglie sono tutte presenti alla fioritura; gli internodi sono più corti delle foglie corrispondenti; le foglie intercalari (appena sotto l'infiorescenza) sono assenti (o 1 - 2 paia); la distribuzione è soprattutto nella fascia subalpina;
- alpina (fioritura strettamente estiva): con fusti nani, molto contratti, pochi e brevi rami spesso sterili; tutte le foglie sono presenti alla fioritura; gli internodi sono più corti delle foglie corrispondenti; le foglie intercalari sono numerose; la distribuzione è soprattutto nella fascia alpina.

Questo fenomeno può essere almeno in parte spiegato con la falciatura dei prati fatta in primavera e/o in autunno favorendo così una selezione di ecotipi precoci o tardivi.
In riferimento a questo fenomeno Pignatti suddivide la specie in cinque sottospecie o “forme stagionali” (“fo.”); per altri Autori queste sono dei sinonimi della specie principale:
- fo. simplex Sterneck (Vernale)
- fo. subalpinus Sterneck (Estivale)
- fo. aristatus (Autunnale)
- fo. lanceolatus Kovats (Monomorfa - montana)
- fo. gracilis Crab. (Alpina).

#### Sottospecie
Per questa specie sono descritte le seguenti sottospecie presenti in Europa e nell'areale mediterraneo:
- Rhinanthus glacialis Personnat subsp. glacialis - Distribuzione: Germania e Slovenia
- Rhinanthus glacialis subsp. aristatus (Čelak.) Rauschert, 1974 - Distribuzione: Germania e Crimea
- Rhinanthus glacialis subsp. gracilis (Chabert) Dostál, 1984 - Distribuzione: Germania e Repubblica Ceca
- Rhinanthus glacialis subsp. lanceolatus (Neilr.) Dostál, 1984 - Distribuzione: Slovenia
- Rhinanthus glacialis subsp. simplex (Sterneck) Dostál, 1984 - Distribuzione: Germania e Slovenia
- Rhinanthus glacialis subsp. subalpinus (Sterneck) Dostál, 1984 - Distribuzione: Germania, Slovenia e Ucraina

#### Gruppo diRhinanthus glacialis

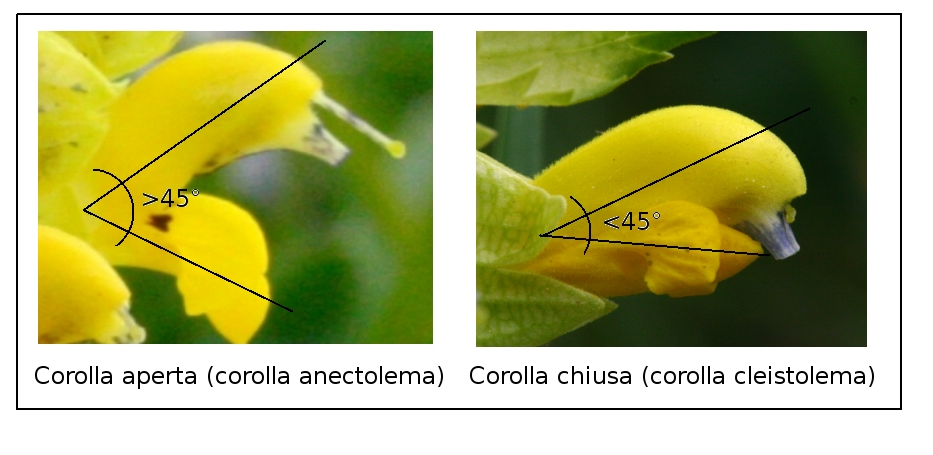
Diversi tipi di corolla

Rhinanthus glacialis è a capo del Gruppo di Rhinanthus glacialis (o Gruppo di Rhinanthus aristatus in Pignatti). Si tratta di un gruppo di specie molto simili tra di loro le cui caratteristiche principali sono: la corolla ha un naso allungato; le brattee hanno denti di due tipi: (1) quelli della metà apicale hanno una forma triangolare e sono brevi (1 – 2 mm); (2) quelli basali sono lesiniformi e sono prolungati con una resta filiforme contorta e sono lunghi 5 – 8 mm.
Il gruppo si compone delle seguenti specie:
- Rhinanthus glacialis Personn.: la corolla è del tipo anectolema (= fauci aperte); le brattee e il calice sono glabri.
- Rhinanthus pampaninii  Chabert: la corolla è del tipo anectolema (= fauci aperte); le brattee e il calice sono pubescenti per peli ghiandolari.
- Rhinanthus songeonii Chabert: la corolla è del tipo cleistolema (= fauci chiuse); il calice e le brattee sono glabre; le brattee hanno una forma triangolare-acuminata e sono più lunghe del calice.
- Rhinanthus ovifugus Chabert: la corolla è del tipo cleistolema (= fauci chiuse); il calice e le brattee sono glabre; le brattee hanno una forma triangolare-ovata e sono lunghe come il calice o poco più.

La corolla in questo genere di fiori è di due tipi:
- corolla anectolema (= corolla a fauci aperte): le labbra divergono fra loro da 45°a 90°; il naso è rivolto in avanti e il tubo corollino è ricurvo.
- corolla cleistolema (= corolla a fauci chiuse): le labbra sono quasi parallele; il naso è rivolto in basso e il tubo corollino è quasi diritto.

Un gruppo simile è Gruppo di Rhinanthus mediterraneus. Quest'ultimo si distingue per la superficie del calice e delle brattee con pubescenza tomentosa; la corolla è del tipo cleistolema.

### Sinonimi
Questa entità ha avuto nel tempo diverse nomenclature. L'elenco seguente indica alcuni tra i sinonimi più frequenti:
- Alectorolophus angustifolius Heynh.
- Rhinanthus aristatus Hausskn.
- Rhinanthus aristatus Celak
- Rhinanthus angustifolius Sterneck

## Altre notizie
La cresta di gallo aristata in altre lingue è chiamata nei seguenti modi:
- (DE)  Granner Klappertopf
- (FR)  Rhinanthe aristé